# ماكسيم بونو
ماكسيم بونو هو سياسي فرنسي، ولد في 1 نوفمبر 1947 في مدينة الجزائر في الجزائر. نشط حزبياً في الحزب الاشتراكي.

## مناصب
- انتخب Député de la Charente-Maritime ‏ عن دائرة Charente-Maritime's 1st constituency [الإنجليزية]‏ وقد انضم خلال فترته النيابية [الإنجليزية]‏ (20 يونيو 2007 – 19 يونيو 2012) للكتلة البرلمانية .
- انتخب mayor of La Rochelle  [لغات أخرى]‏ (19 أبريل 1999 – 5 أبريل 2014).
- انتخب نائب فرنسي عن دائرة Charente-Maritime's 1st constituency [الإنجليزية]‏ وقد انضم خلال فترته النيابية  [لغات أخرى]‏ (19 يونيو 2002 – 19 يونيو 2007) للكتلة البرلمانية اليسار الاشتراكي، الراديكالي، المواطني والمتنوع [الإنجليزية]‏.
- انتخب نائب فرنسي عن دائرة Charente-Maritime's 1st constituency [الإنجليزية]‏ وقد انضم خلال فترته النيابية  [لغات أخرى]‏ (30 مارس 1999 – 18 يونيو 2002) للكتلة البرلمانية اليسار الاشتراكي، الراديكالي، المواطني والمتنوع [الإنجليزية]‏.

## وصلات خارجية
- الموقع الرسمي